# Naza Sutera
De Naza Sutera is een miniklasse stadswagen gebaseerd op het Lubao (Lobo) ontwerp van Pininfarina dat geproduceerd wordt door de Maleisische fabrikant Naza sinds april 2006. Het model is vergelijkbaar met de Hafei Lobo en de Micro Trend.
Voorlopig bekende verkooppunten zijn: Malta, Cyprus, Verenigd Koninkrijk (IM Group), Thailand, Pakistan, India en Nepal.
De 1.1-liter motor is van Daihatsu.